# Waldemar Wretman
Waldemar Wretman, född den 23 september 1820 i Stockholm, död där den 17 september 1891, var en svensk jurist. Han var son till Johan Wretman.
Wretman blev 1838 student vid Uppsala universitet, där han avlade kameralexamen och hovrättsexamen 1841. Han blev extra ordinarie kanslist i Justitierevisionsexpeditionen sistnämnda år, auskultant i Svea hovrätt och extra ordinarie notarie där samma år, vice notarie 1843, extra ordinarie fiskal 1845, ordinarie fiskal 1846, adjungerad ledamot 1848, assessor 1849, tillförordnad revisionssekreterare 1852 och ordinarie revisionssekreterare 1856. Wretman var tillförordnad justitiekansler 1859 och justitieråd från 1860 till en månad före sin död. Han var stadsfullmäktig i Stockholm 1863–1868. Wretman blev riddare av Nordstjärneorden 1860, kommendör (av första klassen) av samma orden 1867 och kommendör med stora korset 1875.